# Wijkia alboalaris
Wijkia alboalaris là một loài Rêu trong họ Sematophyllaceae. Loài này được (Tixier) Manuel miêu tả khoa học đầu tiên năm 1981.